# Henri Huet
Henri Huet (* 4. April 1927 in Đà Lạt, Vietnam; † 10. Februar 1971 in Laos) war ein Fotograf und Kriegsjournalist, der durch seine Reportagen und Bilder über den Vietnamkrieg bekannt wurde.

## Leben und Werk
Huet wurde als Sohn eines Franzosen und einer Vietnamesin geboren. Er verbrachte seine Kindheit teilweise in Vietnam. Ab dem fünften Lebensjahr wuchs er in Saint-Malo, Frankreich auf. In Rennes studierte er Malerei. Als Mitglied der französischen Streitkräfte arbeitete er als Kriegsjournalist im Ersten Indochinakrieg. Nach der Beendigung dieses Krieges blieb Huet in Vietnam und arbeitete für französische und amerikanische Nachrichtenagenturen. Ab 1965 berichtete Huet für United Press International über den Vietnamkrieg (auch Zweiter Indochinakrieg). Seine Bilder für das LIFE Magazine beeinflussten maßgeblich die amerikanische Öffentlichkeit in ihrer Meinung über den Vietnamkrieg. Huet wurde 1966 für seine Bilder von den Kriegsschauplätzen in Vietnam mit der Robert Capa Gold Medal ausgezeichnet.
Bei einem Hubschrauberabsturz in Laos am 10. Februar 1971 kamen Huet und die Fotografen Larry Burrows, Kent Potter und Keisaburo Shimamoto sowie sieben vietnamesische Soldaten ums Leben. Die vier Fotografen erhielten Jahrzehnte später eine postume Würdigung im Rahmen des 2008 eröffneten Newseum, einem Museum für die Geschichte des Journalismus in Washington, D.C.
Das Schicksal der Fotografen wurde von Horst Faas, dem damaligen Leiter der Bildagentur Associated Press, mehrfach auf Vorträgen und in Büchern behandelt.

## Veröffentlichungen
- Horst Faas, Hélène Gédouin: Henri Huet : J'étais photographe de guerre au Viêtnam. Editions du Chêne, 2006, ISBN 2-84277-654-2.
- Horst Faas (Hrsg.): Requiem. By the photographers who died in Vietnam and Indochina. Random, New York 1997, ISBN 0-679-45657-0.
- Horst Faas, Richard Pyle: Lost Over Laos: A True Story of Tragedy, Mystery, and Friendship. Da Capo Press, ISBN 0-306-81251-7.